# Mysteriet paa Duncan Slot
|  | Denne artikel er oprettet af botten PalnaBot ud fra en ekstern database. Den kan derfor have sproglige fejl eller mangler. Denne skabelon kan fjernes efter kontrol af indholdet. |

Mysteriet paa Duncan Slot er en spillefilm instrueret af George Schnéevoigt efter manuskript af George Schnéevoigt, Carl Gandrup.